# Jakob Buch-Jepsen
Jakob Buch-Jepsen (født 27. oktober 1975) er en dansk advokat (L), der er kendt som anklager i sagen om mordet på Kim Wall. Han har siden 1. maj 2018 været på orlov og arbejdet i advokatfirmaet Koch/Christensen.

## Baggrund
Hans far var statsskovrider, og fra han var otte år, boede familien i en årrække i skovridergården i Arresødal tæt på Frederiksværk. Hans mor var uddannet tøjdesigner, men gik for det meste hjemme. Hun døde af lungesygdommen KOL i 2010. Han har to storesøstre.
Efter gymnasiet var Buch-Jepsen i Forsvaret og søgte derefter ind på jurastudiet på Københavns Universitet, hvorfra han blev uddannet cand.jur. i 2001.
Buch-Jepsen bor i dag i Malmø med sin svenske kone og deres tre børn.

## Karriere
Efter studierne begyndte han som advokatfuldmægtig hos Advokaterne Købmagergade 62, hvor han arbejdede med civile sager, men søgte i 2002 ind til anklagemyndigheden ved Københavns Politi. I årene 2003-9 underviste han i straffe- og civilret på Politiskolen.
I 2009 opnåede han advokatbeskikkelse og i 2011 møderet for Landret og Sø- og Handelsretten.
Buch-Jepsen har efter 17 år som anklager arbejdet med hundredvis af sager, heriblandt terrorsagen mod Said Mansour, trippeldrabet på Frederiksberg og ikke mindst sagen mod Peter Madsen.

## Forfatterskab
- Buch-Jepsen, Jakob; Bolther, Stine (2019). Jeg som anklager. København: People's Press. ISBN 9788772006901.